# 贝特公式
贝特公式描述了 带电粒子(质子，{\displaystyle \alpha }粒子，离子)穿越介质单位距离时的平均能损，即材料的阻止本领。 对于电子来说，其能损稍有不同，主要是由于其质量较小(要求相对论更正)以及其全同性，并且由于电子的轫致辐射损失能量较多，因此也需要将这一项考虑在内。快速的带电粒子穿过材料时，与材料中原子的电子发生相互作用，从而激发或者电离材料原子，这一相互作用导致粒子的能量损失。
非相对论的贝特公式由汉斯·贝特在1930年发现，而相对论版(见下文)由他在1932年发现。注意平均能损不同于最可几能损，后者由郎道-瓦维洛夫理论描述。
贝特公式有时被称为贝特-布洛赫公式，但这是一种误导(见下文)。

## 公式内容
速度为{\displaystyle v}，电荷数为{\displaystyle z}(整数，单位为基本电荷)，能量为{\displaystyle E}的带电粒子，在电子数密度为{\displaystyle n}，平均激发能为{\displaystyle I}的材料中穿越距离{\displaystyle x}时，在国际单位制中，相对论版的贝特公式为：
| {\displaystyle -\left\langle {\frac {dE}{dx}}\right\rangle ={\frac {4\pi }{m_{e}c^{2}}}\cdot {\frac {nz^{2}}{\beta ^{2}}}\cdot \left({\frac {e^{2}}{4\pi \varepsilon _{0}}}\right)^{2}\cdot \left[\ln \left({\frac {2m_{e}c^{2}\beta ^{2}}{I\cdot (1-\beta ^{2})}}\right)-\beta ^{2}\right]} |  | 1 |

其中c 是光速，{\displaystyle \varepsilon _{0}}为真空介电常数， {\displaystyle \beta ={\frac {v}{c}}}， {\displaystyle e} 和 {\displaystyle m_{e}}为基本电荷和电子的静质量。
材料的电子数密度{\displaystyle n}可以通过下面公式来计算：
{\displaystyle n={\frac {N_{A}\cdot Z\cdot \rho }{A\cdot M_{u}}}\,,}
其中 {\displaystyle \rho } 是材料的密度， {\displaystyle Z} 是材料的原子序数，{\displaystyle A} 是相对原子质量，{\displaystyle N_{A}} 是阿伏伽德罗常数，{\displaystyle M_{u}} 为摩尔质量常数。
在右图中，黑色圆圈是不同作者给出的实验测量结果，红色曲线是未修正的贝特公式。 显然，贝特公式在高能区很好地符合了实验结果。 当添加了一些修正项后，贝特公式符合得更好(图中的蓝色曲线，见下文)。

对于低能带电粒子，即相对速度 {\displaystyle \beta \ll 1}，贝特公式简化为
| {\displaystyle -\left\langle {\frac {dE}{dx}}\right\rangle ={\frac {4\pi nz^{2}}{m_{e}v^{2}}}\cdot \left({\frac {e^{2}}{4\pi \varepsilon _{0}}}\right)^{2}\cdot \left[\ln \left({\frac {2m_{e}v^{2}}{I}}\right)\right].} |  | 2 |

这可以从 (1)式中将 {\displaystyle \beta c} 由 {\displaystyle v} 替代，并忽略其余 {\displaystyle \beta ^{2}} 项得到。
在低能区，根据贝特公式，粒子的能损随 {\displaystyle v^{2}} 的增加而降低，并在 {\displaystyle E=3Mc^{2}} 达到最小值，其中 {\displaystyle M} 是粒子的质量(对于质子来说，该极值点约为3000 MeV)。 在极端相对论的情况下，{\displaystyle \beta \approx 1}，粒子的能损对数增加，这主要是由于电场的横向分量造成的。